# Диригентська паличка
Дириге́нтська па́личка (батýта) — спеціальна паличка, за допомогою якої диригент керує колективом музикантів. Головна функція диригентської палички полягає в тому, аби зробити рухи кисті більш помітними для колективу. Крім того, вона дозволяє домогтися більшої експресії, виразності жестів. Технічну частину диригування переважно виконує права рука, яка тримає диригентську паличку, тоді як ліва рука займається фразуванням, зміною динаміки, акцентами та іншими виражальними засобами. Вона також показує вступ групам і окремим інструментам в оркестрі, а в опері – співакам. Іноді права і ліва руки можуть дублюватися і мінятися функціями.

## Історія

### Передісторія
Перша згадка про використання диригентської палички сягає 709 року до нашої ери в Стародавній Греції, де диригент, за описом, «розмахував золотим посохом».
До появи диригентської палички існували різні форми управління музичним колективом: у хронологічному порядку один одного змінювали заспів, здійснюваний лідером хору, хейрономія (умовні жести кисті і пальців), тактування (відбивання такту), концертмейстерське керування (музикант, зазвичай клавесиніст або перший скрипаль, подавав сигнали іншим музикантам очима і кивками голови, або ж, перервавши гру, відстукував ритм смичком).
У XVI столітті з'явилося так зване «гучне» диригування за допомогою великої палиці (жезла). Нею активно махали й стукали по підлозі. Саме звідси пішов жезл тамбурмажора.
Спочатку керував оркестром один з музикантів (зазвичай композитор). Він направляв музикантів як своєю грою, так і спеціальними рухами рук. З появою великих оркестрів диригентів (з числа музикантів) було потрібно кілька, їхня кількість могло доходити до п'яти. Один керував хором, інший - струнною групою.
У XIX столітті розвиток симфонічної музики і ускладнення складу оркестру зумовили звільнення диригента від виконавської діяльності та його повного зосередження на процесі диригування. Так народилися диригенти як окрема професія - вони остаточно відокремилися від оркестрів, зайнялися суто диригуванням, встали на спеціальні піднесення і, що було особливо незвично, повернулися спиною до публіки. Прийнято вважати, що сучасну манеру диригування, коли диригент повернутий обличчям до оркестру і спиною до публіки, закріпив Р. Вагнер.

### Поява палички
Диригентську паличку 1820 року запровадив у практику диригування німецький композитор, скрипаль і диригент Л. Шпор. Він на одному з концертів скрутив папір у трубочку. Через зручність і легкість цей пристрій навів на думку виготовлення палички для диригування.
Але це нововведення не відразу сприйняли інші диригенти. За звичкою більшість продовжувала використовувати старі методи. Лише після певного періоду майже всі диригенти стали використовувати професійні диригентські палички. 
Деякі диригенти (В. Сафонов, Л. Стоковський, Ю. Орманді, К. Симеонов, Ю. Темирканов, В. Гергієв та інші) воліли диригувати без палички.

## Курйози

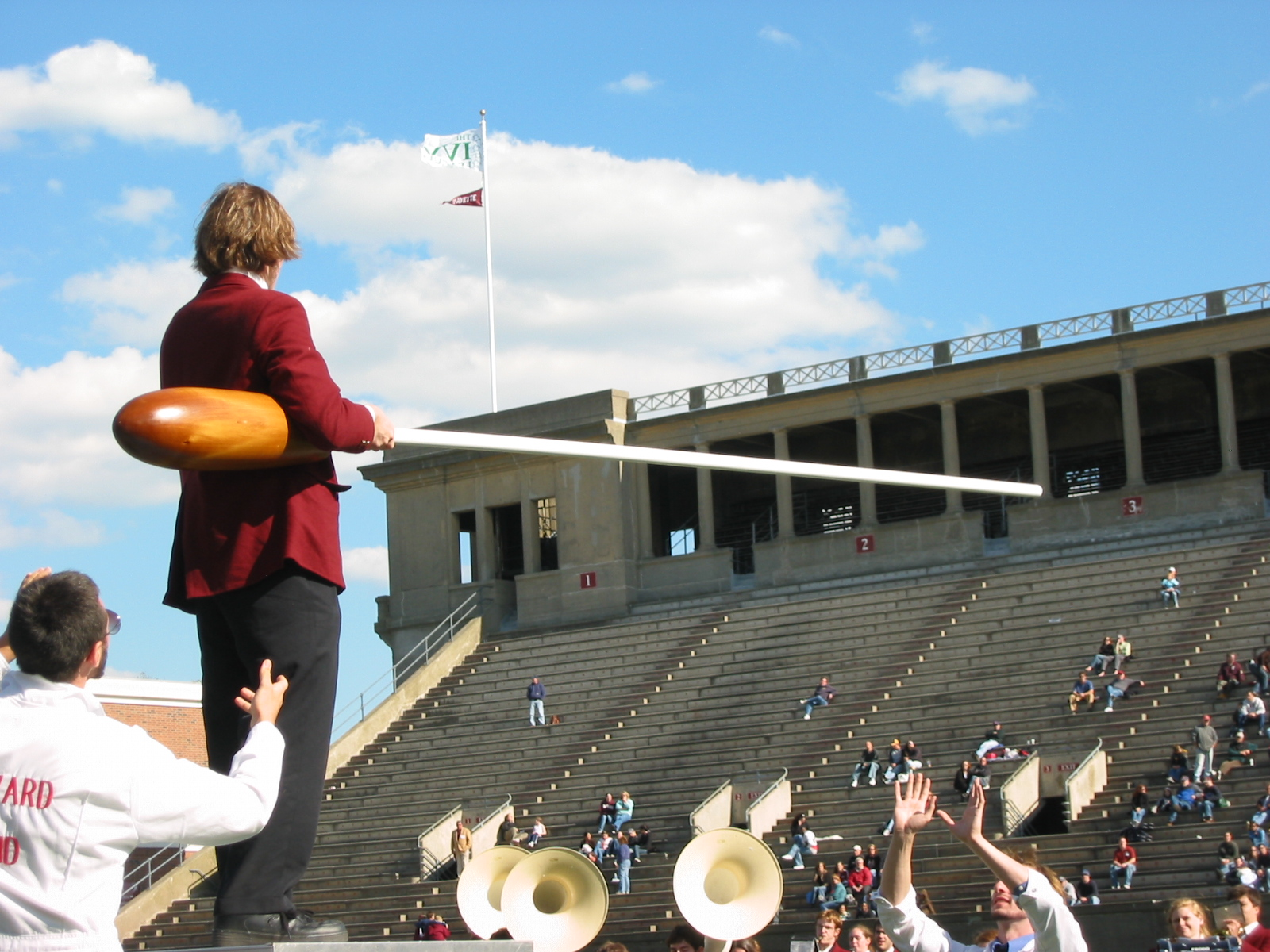
Кентон Дж. Хетрик диригує паличкою завдовжки понад 3 м, Гарвард

- У 1687 році Жан-Батист Люллі, видатний музикант при королівському французькому дворі, випадково вдарив себе в ногу палицею-жезлом під час виступу. Рана стала гангреною і в кінцевому підсумку привела до його смерті.
- Найбільшою в світі диригентською паличкою диригував 14 жовтня 2006 року американський диригент Кентон Дж. Гетрик (Kenton J. Hetrick) оркестром Гарвардського Університету (виконувався твір Р. Штрауса «Так говорив Заратустра»). Ця паличка мала довжину 10 футів (близько 305 см).